# Euphyia furciferata
Euphyia furciferata là một loài bướm đêm trong họ Geometridae.